# Hospital Civil de Ipiales
El Hospital Civil de Ipiales E.S.E. es un hospital localizado en la ciudad de Ipiales, Colombia.

## Historia
Fundado con el nombre de Fundación Hospital San Vicente de Paúl reconocido con personería jurídica desde octubre de 1921. En 1980 hace parte del Servicio Seccional de Salud de Nariño vinculándose al Sistema Nacional de Salud y tomado el nombre de Hospital Civil de Ipiales.

### Otros nombres
- Fundación Hospital San Vicente de Paúl (1921-1980)
- Hospital Regional de Ipiales.
- Hospital Civil de Ipiales (1980-1997)
- Hospital Civil de Ipiales Empresa Social del Estado (1997- Actualidad)

## Infraestructura
Cuenta con estructura en continuo crecimiento, actualmente se construye una nueva torre donde estará el servicio de internación. Cuenta con unidad de cuidados intensivos adultos y neonatal, con los últimos estándares en calidad y última tecnología..

## Servicios
Presta servicio de I, II y III nivel de complejidad, con los servicios de urgencias, internación, consulta externa, cirugía y unidad de cuidados intensivos.
| Especialidades básicas                                                   | Otras especialidades                                                                             | Otros servicios                                                                               |
| ------------------------------------------------------------------------ | ------------------------------------------------------------------------------------------------ | --------------------------------------------------------------------------------------------- |
| - Medicina Interna - Cirugía - Pediatría - Anestesia - Ginecoobstetricia | - Otorrinolaringología - Cardiovascular - Oftalmología - Neurocirugia - Traumatología - Urología | - Imagenología - Laboratorio Clínico - Banco de sangre - Unidad Renal - Servicio farmaceutivo |

## Reconocimientos
- Acreditación en Salud
- Certificación ICONTEC ISO 9001
- Certificación ICONTEC NTCGP 1000
- Premio Nacional de Alta Gerencia 2013
- Acreditación IAMI
- Premio Calidad en Salud - Bronce